# Мохаве (пустыня)
Моха́ве (исп. Mojave, по названию индейского народа мохаве) — пустыня на юго-западе Соединённых Штатов Америки, занимающая значительную часть южной Калифорнии, юго-запад Юты, юг Невады и северо-запад Аризоны.
Площадь пустыни составляет свыше 35 000 км². На северо-востоке она ограничена горным массивом Техачапи (англ. Tehachapi Mountains) (есть также небольшие горы Верджин с пиком Верджин-Пик в 2422 метра), на юге хребтами Сан-Габриель и Сан-Бернардино. Границы гор обозначены довольно чётко, так как они выделены двумя большими геологическими разломами: Сан-Андреас и Гарлок. Бессточная область Большой Бассейн лежит к северу от пустыни, более жаркая пустыня Сонора к югу. Северная и восточная границы не такие отчётливые — их можно определить по присутствию древовидного растения юкки коротколистной (лат. Yucca brevifolia). 
В пустыне можно увидеть от 1750 до 2000 различных видов растений.

## Климат

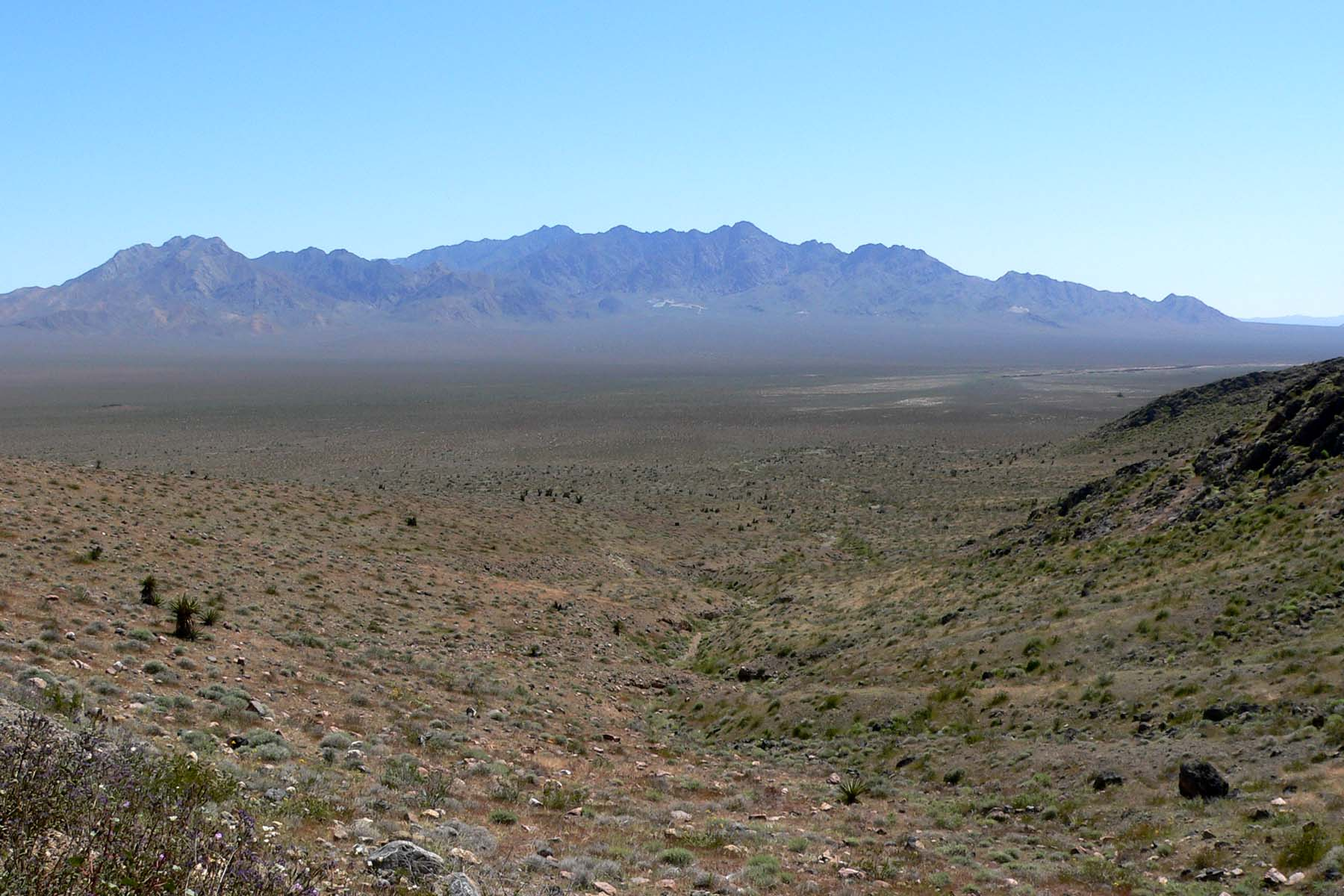
Восточная часть пустыни Мохаве.

Ежегодно в пустыне в среднем выпадает менее 150 мм осадков, однако в горах — от 1000 до 2000 мм. На территории пустыни расположены национальный заповедник Мохаве и национальный парк Джошуа-Три, а также находится самое низкое и самое жаркое место Северной Америки — национальный парк Долина Смерти, где в июле-августе температура обычно поднимается до +50 °C. На границе пустыни Мохаве, Большого Бассейна и плато Колорадо в штате Юта находится национальный парк Зайон. Несмотря на засушливый климат, пустыня (в частности, долина Антилоп на юго-западе) долгое время являлась центром по выращиванию люцерны, орошаемой с помощью грунтовых вод и калифорнийского акведука.
Летом температура в пустыне Мохаве может подниматься выше 49 °C на территории долин и выше 54 °C в низинных участках. Зимой в горах пустыни выпадает снег, в том числе на горе Кларк или пике Телескоп (3392 м над уровнем моря). Снегопады иногда приводят к закрытию автомагистралей. Средняя зимняя температура — около 0 °C.
Одним из факторов, влияющих на климат, является ветер. Если в городе Лас-Вегас, расположенном на востоке пустыни, ветер относительно редкое явление, то на западе ветер дует каждый день и его сила нередко превосходит 80 км/ч. В районе перевала Техачапи установлены ветряные турбины, вырабатывающие электричество.

## Города и регионы
В пустыне находится ряд обезлюдевших «городов-призраков». Одними из самых крупных таких поселений можно назвать Калико (англ. Calico) в Калифорнии, жители которого ранее работали на серебряных рудниках; а также город и железнодорожное депо Келсо (англ. Kelso). Некоторые другие города обезлюдели, когда вместо дорог, возле которых они находились, были построены более современные автомагистрали.
Среди наиболее популярных и уникальных достопримечательностей Мохаве самый высокий в мире термометр (высота более 40 м), расположенный возле автомагистрали I-15 в районе города Бейкер в Калифорнии. Другим популярным местом отдыха являются дюны Келсо.
Река Мохаве, протекающая через пустыню, является важным источником воды в регионе.
В пустыне расположены крупные города Лас-Вегас и Палмдейл, а также ряд более мелких населённых пунктов.
Недалеко от городка Мохаве находится международный аэрокосмический порт Мохаве (ИАТА: MHV, ИКАО: KMHV), лицензированный правительством США для горизонтальных запусков кораблей многоразового использования.
Сухой воздух пустыни препятствует коррозии, что способствует хранению военных и гражданских самолётов: в пустыне расположено одно из крупнейших в мире «кладбищ» самолётов.
В пустыне расположены несколько парков, например, Ред-Рок-Каньон. Одной из достопримечательностей пустыни является телефонная будка, неоднократно упоминавшаяся в американских СМИ на пике своей популярности в 1999 году.

## Растения и животные

### Растения

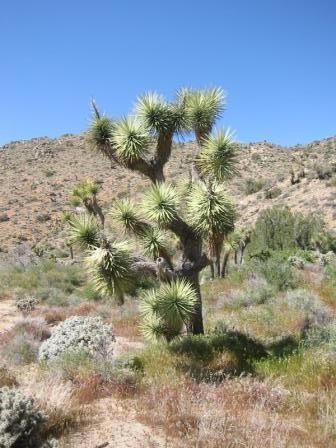
Юкка коротколистная

- Пихта одноцветная (Abies concolor)
- Adenophyllum cooperi
- Аргемона щитковидная (Argemone corymbosa)
- Астрагал Ньюбери (Astragalus newberryi)
- Камиссония полевая (Camissonia campestris)
- Каулантус вздутый (Caulanthus inflatus)
- Dalea searlsiae
- Живокость Периша (Delphinium parishii)
- Eremalche rotundifolia
- Мелколепестник изящный (Erigeron concinnus)
- Эриофиллум шерстистый (Eriophyllum lanosum)
- Ферокактус (Ferocactus)
- Ипомопсис аризонский (Ipomopsis arizonica)
- Можжевельник жёсткосемянный (Juniperus osteosperma)
- Ларрея трёхзубчатая (Larrea tridentate)
- Линантус свисающий (Linanthus demissus)
- Лядвенец жёсткий (Lotus rigidus)
- Люпин аризонский (Lupinus arizonicus)
- Люпин мелколистный (Lupinus microcarpus)
- Губастик (Mimulus rupicola)
- Monoptilon bellioides
- Опунция низовая (Opuntia basilaris)
- Цилиндропунция Бигелоу (Cylindropuntia bigelovii)
- Цилиндропунция сверкающая (Cylindropuntia fulgida)
- Фацелия калужницелистная (Phacelia calthifolia)
- Фацелия мелкогородчатая (Phacelia crenulata)
- Сосна однолистная (Pinus monophylla)
- Шалфей мохавский (Salvia mohavensis)
- Сенна Кауса (Senna covesii)
- Жожоба (Simmondsia chinensis)
- Вашингтония нитеносная (Washingtonia filifera)
- Юкка широколистная (Yucca baccata)
- Юкка коротколистная (Yucca brevifolia)
- Юкка щепная (Yucca schidigera)

Мхи
- Syntrichia caninervis;
- Tortula inermis;
- Бриум серебристый (Bryum argenteum)[3].

### Животные

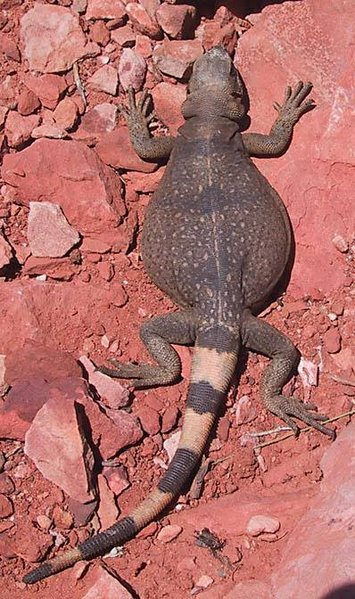
Чаквелла

- Зеброхвостая игуана (Callisaurus draconoides)
- Койот (Canis latrans)
- Гремучие змеи (Crotalus и Sistrurus)
- Пустынная игуана (Dipsosaurus dorsalis)
- Гила двуцветная (Gila bicolor)
- Пустынная черепаха-гофер (Gopherus agassizii)
- Аризонский ядозуб (Heloderma suspectum)
- Зайцы (Lepus)
- Снежная коза (Oreamnos americanus)
- Толсторог (Ovis canadensis)
- Жабовидная ящерица плоскорогая (Phrynosoma platyrhinos)
- Пума (Puma concolor)
- Чаквелла (Sauromalus)
- Скорпионы
- Тарантулы
- Песчаная игуана
- Лисица карликовая (Vulpes macrotis)